# هنري ألي
هنري ألي (بالإنجليزية: Henry Alley)‏ (1945)؛ صحفي وروائي أمريكي. درس في جامعة كورنيل.